# St. Vitus (Itzling)

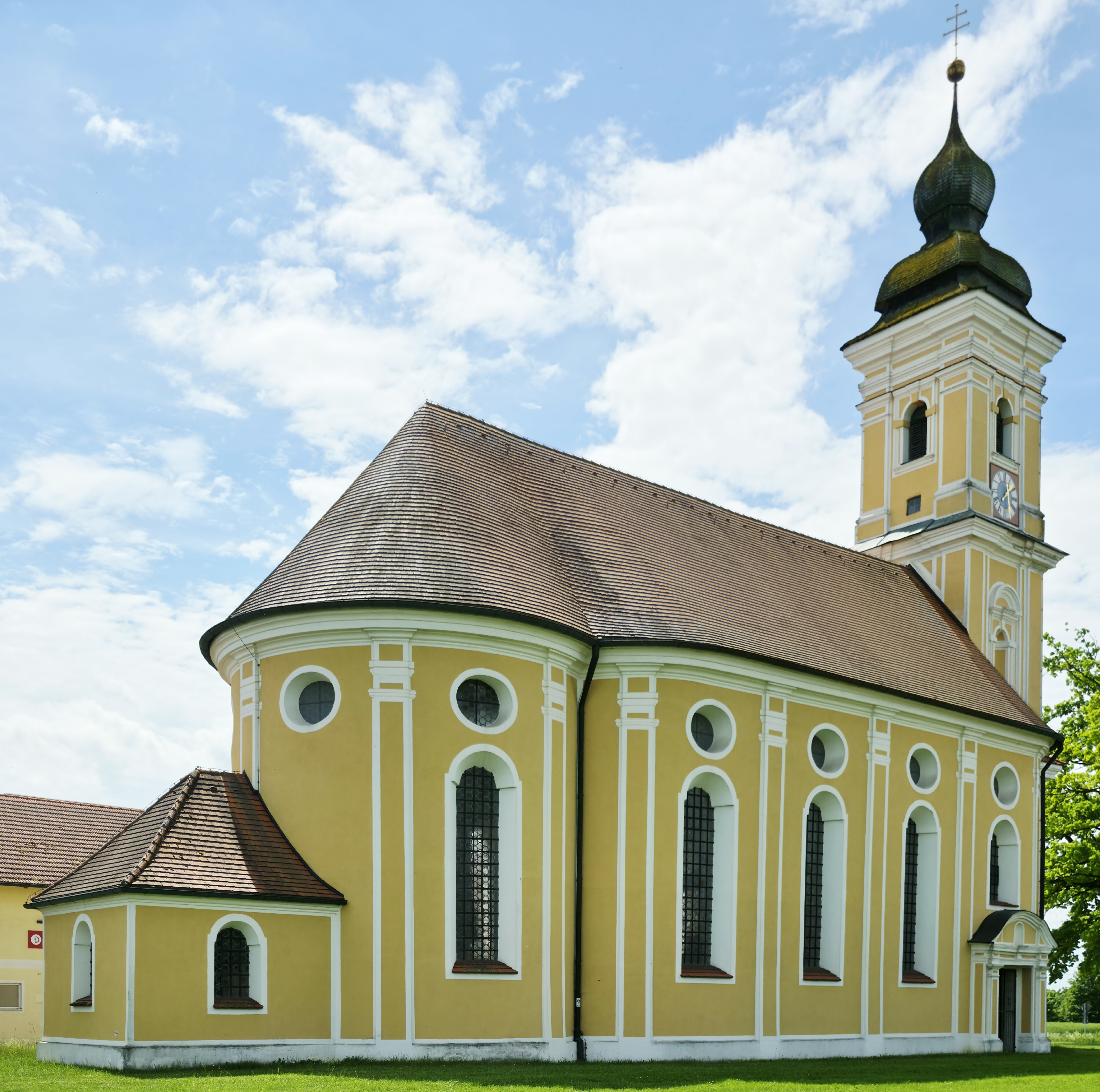
St. Vitus in Itzling

Innenraum

Die römisch-katholische Filialkirche St. Vitus steht in Itzling, einem Gemeindeteil der Kreisstadt des oberbayerischen Landkreises Erding. Das Bauwerk ist in der Liste der Baudenkmäler in Erding als Baudenkmal unter der Nr. D-1-77-117-78 eingetragen. Sie ist eine Filialkirche der Pfarrei Altenerding im Dekanat Erding des Erzbistums München und Freising.

## Beschreibung
Die barocke Saalkirche wurde ab 1713 nach einem Entwurf von Anton Kogler errichtet. Sie besteht aus dem Langhaus mit gerundeten Ecken, dem eingezogenen Chor auf dreiviertelkreisförmigem Grundriss im Osten, der Sakristei an der Stirnseite des Chors, einem Vorbau für das Portal an der Südwand des Langhauses und dem fünfstöckigen Kirchturm im Westen. Sein oberstes Geschoss enthält den Glockenstuhl und die Turmuhr. Darauf sitzt eine Welsche Haube.
Der Innenraum des Langhauses ist mit einem Stichkappengewölbe überspannt. Die Deckenmalerei wird einem Vertreter der Münchener Schule zugeschrieben. Der Hochaltar aus der Erbauungszeit wird von den Skulpturen des heiligen Urban und des Valentin von Terni flankiert. Aus der Pfarrkirche von Altenerding wurden 1903 spätbarocke Skulpturen der Apostel übernommen.